# Ањевил ет Ронкур
Ањевил ет Ронкур (фр. Hagnéville-et-Roncourt) насеље је и општина у североисточној Француској у региону Лорена, у департману Вогези која припада префектури Нефшато.
По подацима из 2011. године у општини је живело 84 становника, а густина насељености је износила 9,82 становника/km². Општина се простире на површини од 8,55 km². Налази се на средњој надморској висини од метара (максималној 487 m, а минималној 340 m).

## Демографија
| 1962. | 1968. | 1975. | 1982. | 1990. | 1999. | 2011. |
| ----- | ----- | ----- | ----- | ----- | ----- | ----- |
| 123   | 112   | 99    | 91    | 104   | 89    | 84    |

График промене броја становника у току последњих година